# Nina Aleksandrowa
Nina Gieorgijewna Aleksandrowa (ros. Нина Георгиевна Александрова; ur. 1885, zm. 1964) – rosyjska i radziecka śpiewaczka (sopran), pedagog. 
Ukończyła Instytut Muzyki i Rytmu im. Jacques'a-Dalcroze'a w Niemczech. Od 1909 roku uczyła śpiewu w Konserwatorium Moskiewskim i w teatrach, w tym w Moskiewskim Publicznym Teatrze Artystycznym, występowała jako śpiewaczka kameralna. W 1914 roku otworzyła prywatne „kursy muzyki i rytmu według systemu Jacques'a-Dalcroze'a” dla dorosłych. W latach 1919-24 była rektorem Instytutu Wychowania Rytmicznego w Moskwie, teoretykiem i praktykiem w dziedzinie edukacji rytmicznej. Od 1924 roku uczyła rytmu dla wokalistów. Od 1941 roku była profesorem w konserwatorium moskiewskim w klasie ruchu scenicznego, w latach 1946-56 - w Moskiewskim Instytucie Muzyczno-Pedagogicznym im. Gnessina. Autorka książki. „Ritm kak orudije wospitanija” (Rytm jako narzędzie wychowania, 1920), „O ritmiczeskom wospitanii” (O wychowaniu rytmicznym, 1921). Żona kompozytora Anatolija Aleksandrowa .